# Grand Bazar Antwerp (winkelcentrum)
Grand Bazar Antwerp is een overdekt winkelcentrum in het centrum van Antwerpen.

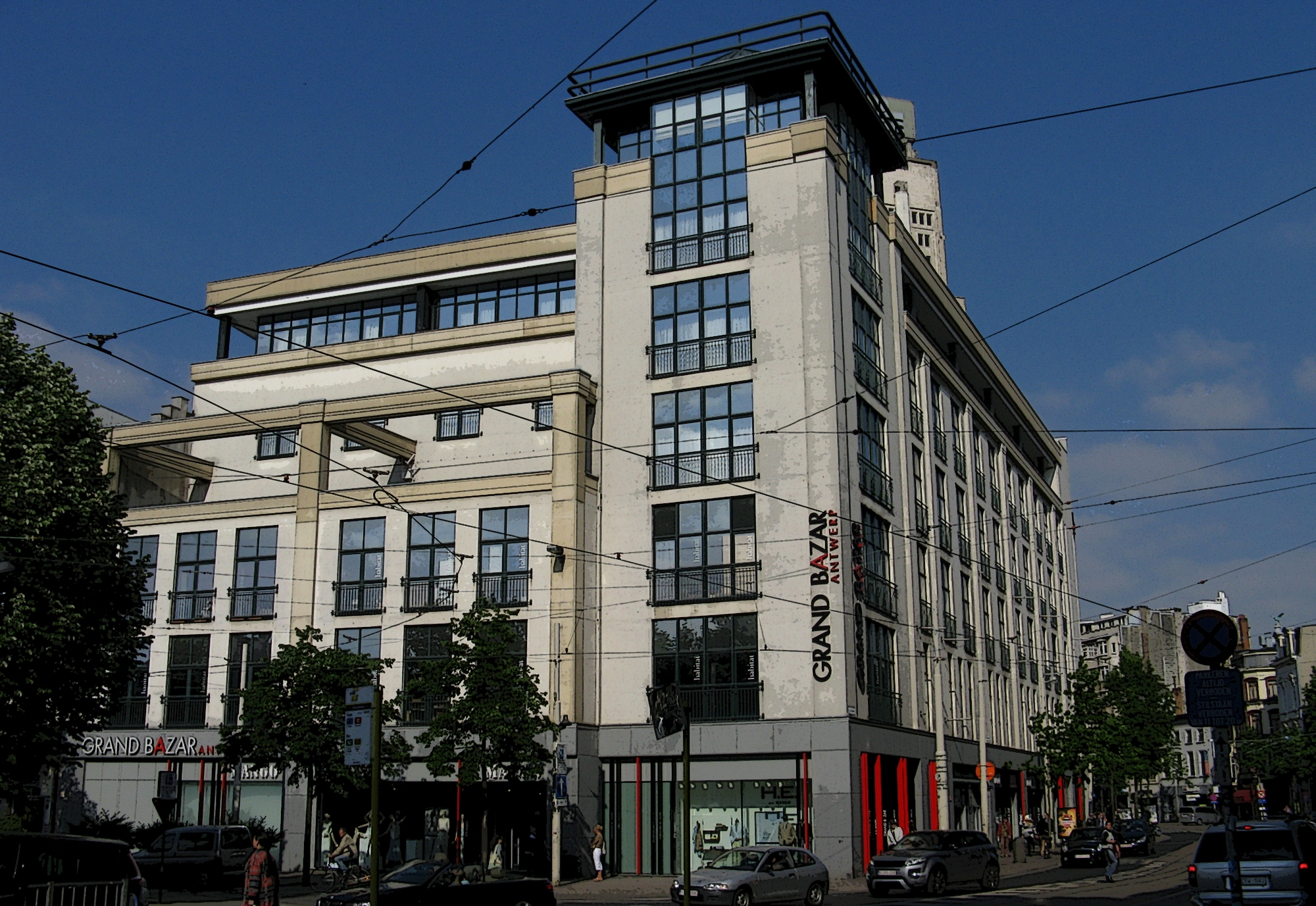
Hoek Groenplaats en Schoenmarkt

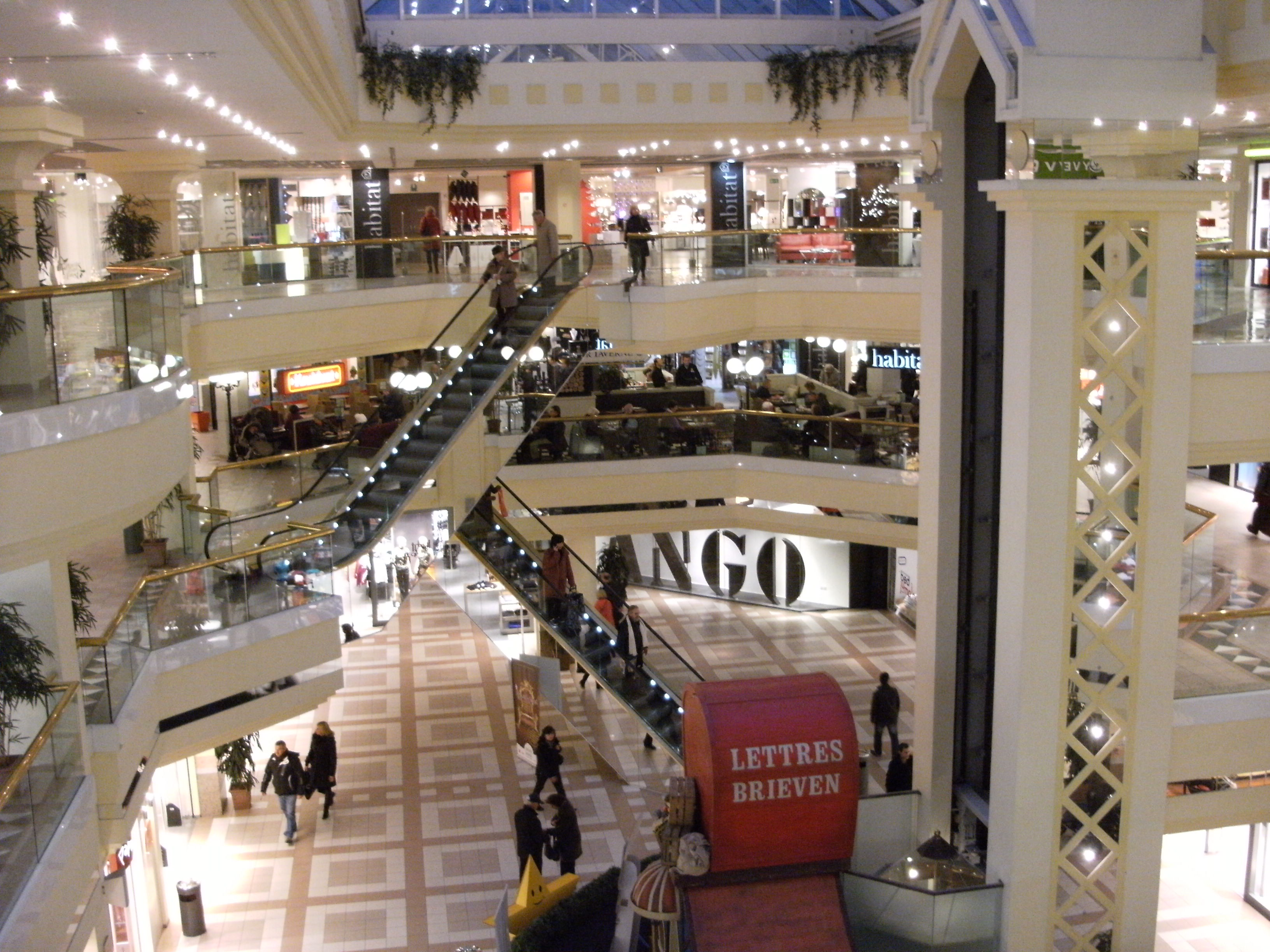
Interieur van het winkelcentrum

## Geschiedenis
In het bouwblok gevormd door Groenplaats, Eiermarkt, Beddenstraat en Schoenmarkt, waarvan de huidige gebouwen in vier grote fasen tot stand kwamen tussen 1920 en 1931 was tot 1902 het voormalige warenhuis Grand Bazar gevestigd. Op de hoek van de Groenplaats en Schoenmarkt werd naar een ontwerp uit 1959 een open parkeergarage van zes verdiepingen. opgetrokken, met een supermarkt in de onderbouw, welke voltooid werden in 1960. Het complex werd in 1991-1993 gerenoveerd en heropgebouwd tot Hilton Hotel en Grand Bazar Shopping Center door BAM Interbuild voor een bedrag van 3 miljard Belgische francs.
Het winkelcentrum werd gerenoveerd en gemoderniseerd in 2011. De renovatie duurde tien maanden en kostte 4,65 miljoen euro. Het winkelcentrum heeft een oppervlakte van 19.000 vierkante meter en telt ongeveer vijftig winkels op vier verdiepingen.
Begin 2024 vertrok de winkelketen FNAC na 33 jaar uit het winkelcentrum om zijn deuren te openen aan de Meir. Zowel het aangrenzende Hilton-hotel aan de Groenplaats als het winkelcentrum zijn in handen van projectontwikkelaar IRET Antwerp. De Grand Bazar werd eind 2022 gekocht van AXA Belgium Real Estate, terwijl het hotel n 2019 al werd overgenomen van de investeringsmaatschappij Buysse & Partners. De projectontwikkelaar wil een totaalrenovatie van het complex uitvoeren, waarbij het Hilton-hotel en het winkelcentrum samengevoegd worden.